# Circo Renz

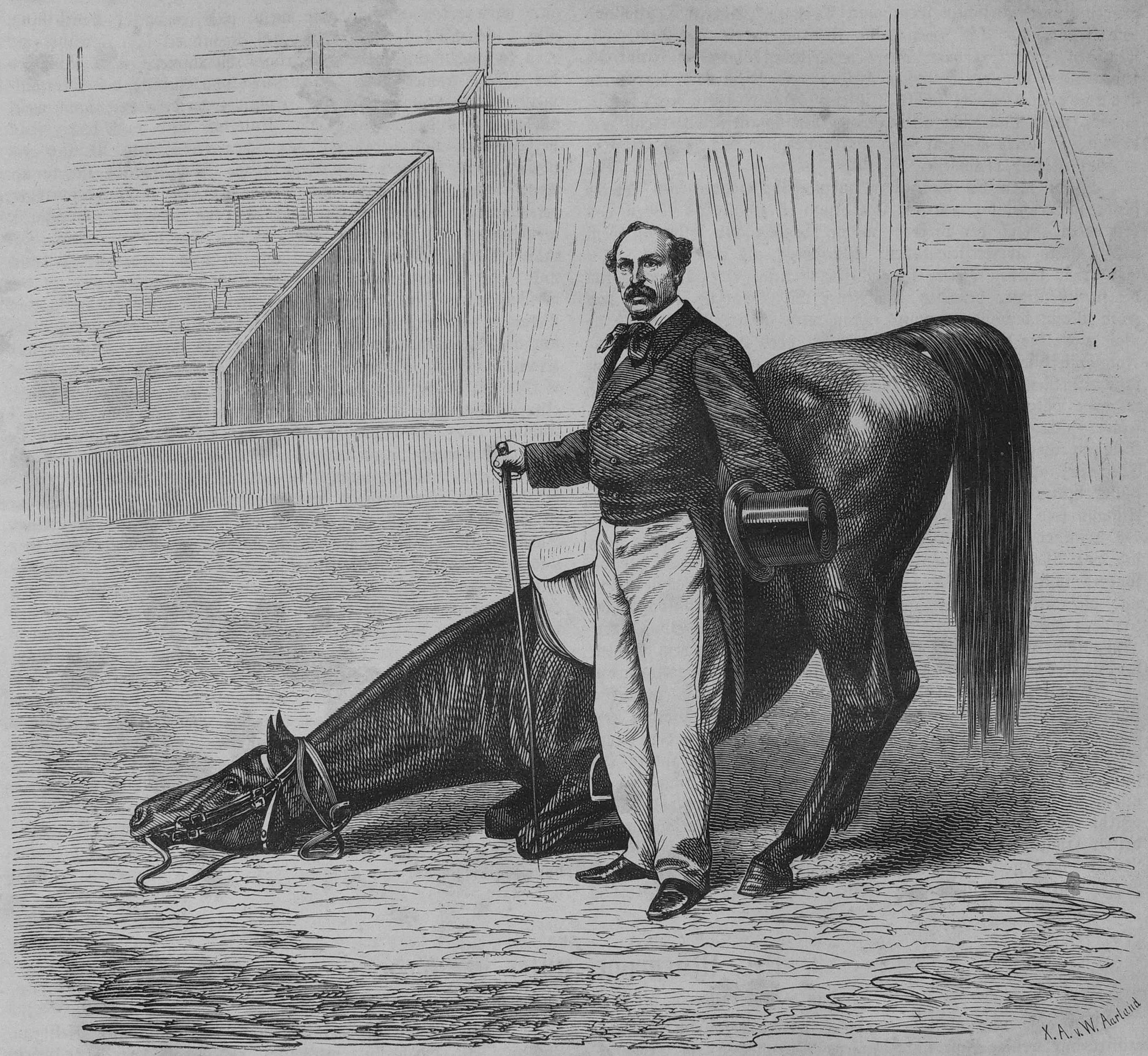
Ernst Renz y su alumno más obediente Danielo (Die Gartenlaube, 1866)

El Circo Renz (en alemán: Circus Renz) fue una compañía de circo alemana, fundada en 1842 por Ernst Renz y activa hasta 1897.

## Historia
Su fundador fue Ernst Jakob Renz (1815-1892), un jinete que fue alumno de Rudolf Brilloff, uno de los iniciadores del circo moderno en Alemania. Renz sucedió a Brilloff como director de su compañía, que más adelante llamaría Circo Renz. Triunfó en Viena, Múnich y Berlín, con un espectáculo elegante y refinado donde destacaban las fantasías con montajes fastuosos e imaginativa creatividad. Aunque era analfabeto, Renz supo dotar a sus espectáculos de un cierto grado de cultura, haciendo del circo un mundo respetado y de valor artístico. Tuvieron varias sedes estables con el nombre de Circo Renz en Berlín, Hamburgo, Bremen, Breslavia, Viena, Budapest y Copenhague.
Le sucedió su hijo Franz, quien mantuvo el negocio familiar, especialmente con el Circo Renz de Berlín, hasta que tuvo que venderlo en 1897 por problemas financieros. El circo estable fue adquirido por Albert Schumann, quien lo rebautizó como Cirkus Schumann.
En 1940, su sobrino Bernhard Renz, restableció un circo itinerante manteniendo el apellido familiar Renz. Existen varios circos que llevan Renz en su nombre, aunque algunos no tienen vinculación familiar con el fundador de la dinastía, como: Circus Universal Renz, Zirkus Renz Manege, Circus Renz International, Circus Renz Berlin y Circus Herman Renz.